# Суперкубок України з волейболу серед жінок 2021
Суперкубок України з волейболу серед жінок у 2021 році пройшов у новому форматі: збільшилася кількість учасників з двох до чотирьох і, відповідно, кількість матчів. Всі ігри пройшли в Слобожанському Дніпропетровської області. Переможцем вдруге поспіль став місцевий «Прометей», а його кубинську легіонерку Хейді Касанову визнали найкращою волейболісткою турніру.
Того ж тижня у Городку Хмельницької області відбувся аналогічний турнір серед чоловічих команд.

## Учасники
Результати виступів команд у попередньому сезоні:
| Команда             | Місто        | Сезон 2020/2021 | Сезон 2020/2021 | Сезон 2020/2021 |
| Команда             | Місто        | Чемпіонат       | Кубок           | Суперкубок      |
| ------------------- | ------------ | --------------- | --------------- | --------------- |
| «Орбіта-ЗНУ-ЗОДЮСШ» | Запоріжжя    | 3               |                 |                 |
| «Регіна-МЕГУ-ОШВСМ» | Рівне        | 6               | 3               |                 |
| СК «Прометей»       | Слобожанське | 1               | 1               | 1               |
| «Хімік»             | Южне         | 2               | 2               | 2               |

## Півфінал
| Дата       | Час   |          | Рахунок |          | Сет 1 | Сет 2 | Сет 3 | Сет 4 | Сет 5 | Всього | Звіт  |
| ---------- | ----- | -------- | ------- | -------- | ----- | ----- | ----- | ----- | ----- | ------ | ----- |
| 27.11.2021 | 14:00 | «Орбіта» | 3–0     | «Регіна» | 25–11 | 25–15 | 25–11 |       |       | 75–37  | [ 2 ] |

| 1                | Анастасія Петриченко  | 4 очка |
| 2                | Лідія Лучко ()        | 11     |
| 3                | Поліна Бурзак         | 4      |
| 4                | Аліка Луценко         |        |
| 5                | Наталія Луханіна      | 10     |
| 7                | Станіслава Парфьонова | 1      |
| 8                | Вікторія Ніколайчук   | (л)    |
| 14               | Ксенія Пугач          | 9      |
| 15               | Катерина Гужва        | 1      |
| 17               | Вікторія Савченко     | 12     |
| Резерв:          |                       |        |
| 9                | Валерія Дорогань      |        |
| Головний тренер: |                       |        |
| Гарій Єгіазаров  |                       |        |

| 2                | Карина Заблоцька   | 5   |
| 3                | Христина Заблоцька | 8   |
| 9                | Анна Василишина    | 1   |
| 10               | Ганна Михальчук    | 2   |
| 13               | Зоряна Томчик      | 1   |
| 17               | Світлана Фартушняк | 2   |
| 19               | Оксана Ярута       | 4   |
| 23               | Анастасія Малишева |     |
| 30               | Тетяна Лустюк      | (л) |
| Резерв:          |                    |     |
| 1                | Дарина Карпюк      |     |
| 7                | Дар'я Грязіна      |     |
| Головний тренер: |                    |     |
| Мартін Живков    |                    |     |

- Арбітри: Андрій Льопа, Володимир Босенко

| Дата       | Час   |               | Рахунок |         | Сет 1 | Сет 2 | Сет 3 | Сет 4 | Сет 5 | Всього | Звіт  |
| ---------- | ----- | ------------- | ------- | ------- | ----- | ----- | ----- | ----- | ----- | ------ | ----- |
| 27.11.2021 | 16:30 | СК «Прометей» | 3–0     | «Хімік» | 25–22 | 25–15 | 25–16 |       |       | 75–53  | [ 3 ] |

| 1                | Катерина Дудник      | 8   |
| 2                | Діана Мелюшкіна      | 11  |
| 3                | Богдана Анісова ()   |     |
| 4                | Нася Дімітрова       | 11  |
| 5                | Катерина Сільченкова | 4   |
| 6                | Хейді Касанова       | 21  |
| 7                | Лора Кітіпова        | 4   |
| 14               | Олександра Кутнякова | (л) |
| 15               | Жана Тодорова        | (л) |
| Резерв:          |                      |     |
| 11               | Анна Харчинська      |     |
| 13               | Ольга Гейко          |     |
| 18               | Марина Мазенко       |     |
| Головний тренер: |                      |     |
| Іван Пєтков      |                      |     |

| 1                | Ганна Кириченко        | 11  |
| 3                | Поліна Дзюба           | 7   |
| 4                | Алла Політанська ()    | 1   |
| 6                | Кристина Нємцева       | (л) |
| 8                | Катерина Фролова       | 3   |
| 15               | Юлія Микитюк           | 4   |
| 16               | Анастасія Маєвська     | 4   |
| 18               | Інна Деніна            | 10  |
| Резерв:          |                        |     |
| 7                | Інна Коломієць         |     |
| 11               | Анастасія Нікольникова |     |
| 17               | Аніта Сінгх            | (л) |
| Головний тренер: |                        |     |
| Євген Ніколаєв   |                        |     |

- Арбітри: Володимир Босенко, Андрій Льопа
- Кількість глядачів: 263

## Фінал
| Дата       | Час |               | Рахунок |          | Сет 1 | Сет 2 | Сет 3 | Сет 4 | Сет 5 | Всього | Звіт  |
| ---------- | --- | ------------- | ------- | -------- | ----- | ----- | ----- | ----- | ----- | ------ | ----- |
| 28.11.2021 |     | СК «Прометей» | 3-1     | «Орбіта» | 25–27 | 25–17 | 27–25 | 25–21 |       | 102–90 | [ 4 ] |

| 1                | Катерина Дудник      | 2   |
| 2                | Діана Мелюшкіна      | 11  |
| 3                | Богдана Анісова ()   | 13  |
| 4                | Нася Дімітрова       | 9   |
| 5                | Катерина Сільченкова | 4   |
| 6                | Хейді Касанова       | 30  |
| 7                | Лора Кітіпова        | 5   |
| 13               | Ольга Гейко          |     |
| 14               | Олександра Кутнякова | (л) |
| 15               | Жана Тодорова        | (л) |
| Резерв:          |                      |     |
| 11               | Анна Харчинська      |     |
| 18               | Марина Мазенко       |     |
| Головний тренер: |                      |     |
| Іван Пєтков      |                      |     |

| 1                | Анастасія Петриченко  | 10  |
| 2                | Лідія Лучко ()        | 6   |
| 4                | Аліка Луценко         | (л) |
| 5                | Наталія Луханіна      | 22  |
| 7                | Станіслава Парфьонова | 2   |
| 8                | Вікторія Ніколайчук   | (л) |
| 14               | Ксенія Пугач          | 10  |
| 17               | Вікторія Савченко     | 16  |
| Резерв:          |                       |     |
| 3                | Поліна Бурзак         |     |
| 9                | Валерія Дорогань      |     |
| 12               | Марина Міщенко        |     |
| 15               | Катерина Гужва        |     |
| 16               | Вікторія Горб         |     |
| Головний тренер: |                       |     |
| Гарій Єгіазаров  |                       |     |

- Арбітри: Володимир Босенко, Андрій Льопа
- Кількість глядачів: 239
- Найкраща волейболістка: Хейді Касанова